# Triodontella zuzartei
Triodontella zuzartei är en skalbaggsart som beskrevs av Branco 1978. Triodontella zuzartei ingår i släktet Triodontella och familjen Melolonthidae. Inga underarter finns listade i Catalogue of Life.